# Bureau Hindermann
Bureau Hindermann GmbH ist ein Schweizer Innenarchitekturbüro, das im Jahr 2000 von Christof Hindermann und Jérôme Gessaga gegründet wurde.

## Geschichte
Im Jahr 2000 gründeten Christof Hindermann (* 1974 in Zürich) und Jérôme Gessaga (* 1970 in Lausanne) – nach Praktika beim Architektenpaar Trix und Robert Haussmann in Zürich und gemeinsamem Studium an der Hochschule für Gestaltung und Kunst Basel im Fachbereich Innenarchitektur/Produktdesign – die Firma Gessaga Hindermann GmbH.
2014 trat Jérôme Gessaga aus der Firma aus, die nun von Christof Hindermann als Bureau Hindermann GmbH weitergeführt wird. Der Innenarchitekt realisiert Projekte in den Bereichen Innenarchitektur, Produkt- und Ausstellungsdesign.

## Arbeiten (Auswahl)

### Innenarchitektur
- Geberit Distribution SA, CH-Lausanne; 2020 | Konzept/Planung/Umbau des Informationszentrums
- Neue Aargauer Bank, CH-Baden; 2018 | Konzept/Planung/Realisation des Regionensitzes
- Staatskellerei Zürich, CH-Rheinau; 2015 | Planung/Realisation eines Degustations- und Verkaufslokals
- Grosstierklinik Universität Zürich, CH-Zürich; 2014| Umbau/Sanierung des Empfangs und Demonstrationshörsaals
- Tarzan GmbH, CH-Zürich; 2014 | Planung/Realisation des neuen Flagship-Stores
- Import Parfumerie, CH-Schweiz; 2012 | Konzept/Planung des neuen Shopdesigns
- Geberit Vertriebs AG, CH-Jona:
  - 2012 | Planung/Realisation des neuen Empfangs im Informationszentrum
  - 2011 | Planung/Realisation der Ausstellung im Informationszentrum
  - 2010 | Planung/Realisation eines Ausstellungsmodulsystems für das Informationszentrum
  - 2008 | Planung/Realisation der Besuchertoiletten im Informationszentrum
  - 2003 | Planung/Realisation eines Lehrpfades mit Toilettenanlage
- Neue Aargauer Bank, CH-Aargau; 2012 | Betriebskonzept/Planung der neuen Corporate Architecture
- Wellness-Apotheke GmbH, CH-Horw; 2009 | Planung/Realisation einer Apotheke
- jobs.ch AG, CH-Zürich; 2009 | Neugestaltung/Realisation der Büroräumlichkeiten
- MCI Schweiz AG, CH-Glattbrugg; 2007 | Planung/Realisation der neuen Büroräumlichkeiten
- Esterhazy Winery, A-Trausdorf; 2006 | Planung/Realisation der Möbel von Degustations- und Präsentationsräumen
- Hauptsitz der Geberit AG , CH-Jona; 2005 | Planung/Realisation der Glasfassade und Eingangshalle

### Ausstellungsdesign
- Schweizerisches Nationalmuseum, Forum Schweizer Geschichte, CH-Schwyz; 2015 | Planung/Realisation des Ausstellungsdesigns: „Das Wetter. Sonne, Blitz und Wolkenbruch“
- stilhaus AG, CH-Rothrist, Designausstellung „dieForm“; 2012 | Ausstellungs- sowie Betriebskonzept und Umsetzung
- Samsung Electronics Switzerland, Roadshow, CH-Schweiz; 2007 | Planung/Realisation eines mobilen Showrooms

## Auszeichnungen (Auswahl)
- Xaver Award 2020 für Teaser-Stand an der Swissbau 2020, CH-Basel
- Xaver Award 2018 für Installation «#spectacularwater» an der Swissbau 2018, CH-Basel
- red dot design award 2013 für Designausstellung „dieForm“ im stilhaus, CH-Rothrist
- Best Architects 11 für Pausenzone einer Schweizer Bank
- Inno 2009 für Hauptsitz der Geberit Produktions AG, CH-Jona
- iF communication design award 2008 für Gräub Office AG, CH-Zürich
- Gute Gestaltung 2008 für Gräub Office AG, CH-Zürich
- Contractworld.Award ’07 für menüföif, CH-Zürich
- D&AD Global Awards ’06 für Showroom Denz AG, CH-Gümlingen/Bern

## Publikationen
- Gessaga Hindermann GmbH (Hrsg.): Boden, Wand, Decke – Zur Poesie der Innenarchitektur; mit Texten von Christina Sonderegger, Alois M. Müller, Jörg Boner, Sascha Stahl, Peter Schneider, Simon Libsig, Nader Taghavi, Bernadette Fülscher, Jeroen van Rooijen, Trix und Robert Haussmann u. a., niggli Verlag, 2014, ISBN 978-3-7212-0899-3
- Sylvia Leydecker (Hrsg.): Corporate Interiors, mit Texten von Sylvia Leydecker und Christof Hindermann, av edition GmbH, 2014, ISBN 978-3-89986-206-5